# Efã
A nação efon (ou, mais raramente, nação efã) é uma nação de candomblé de origem nagô (iorubá). Como nas demais nações de origem iorubana (Queto, ijexá e Nagô-Vodum), a nação efon cultua as divindades africanas chamadas orixás.
Um dos vários aspectos que distingue essa nação das suas irmãs é o culto ao orixá Oloroquê, um orixá funfum masculino considerado patrono da nação juntamente com Oxum.

## Origem e História

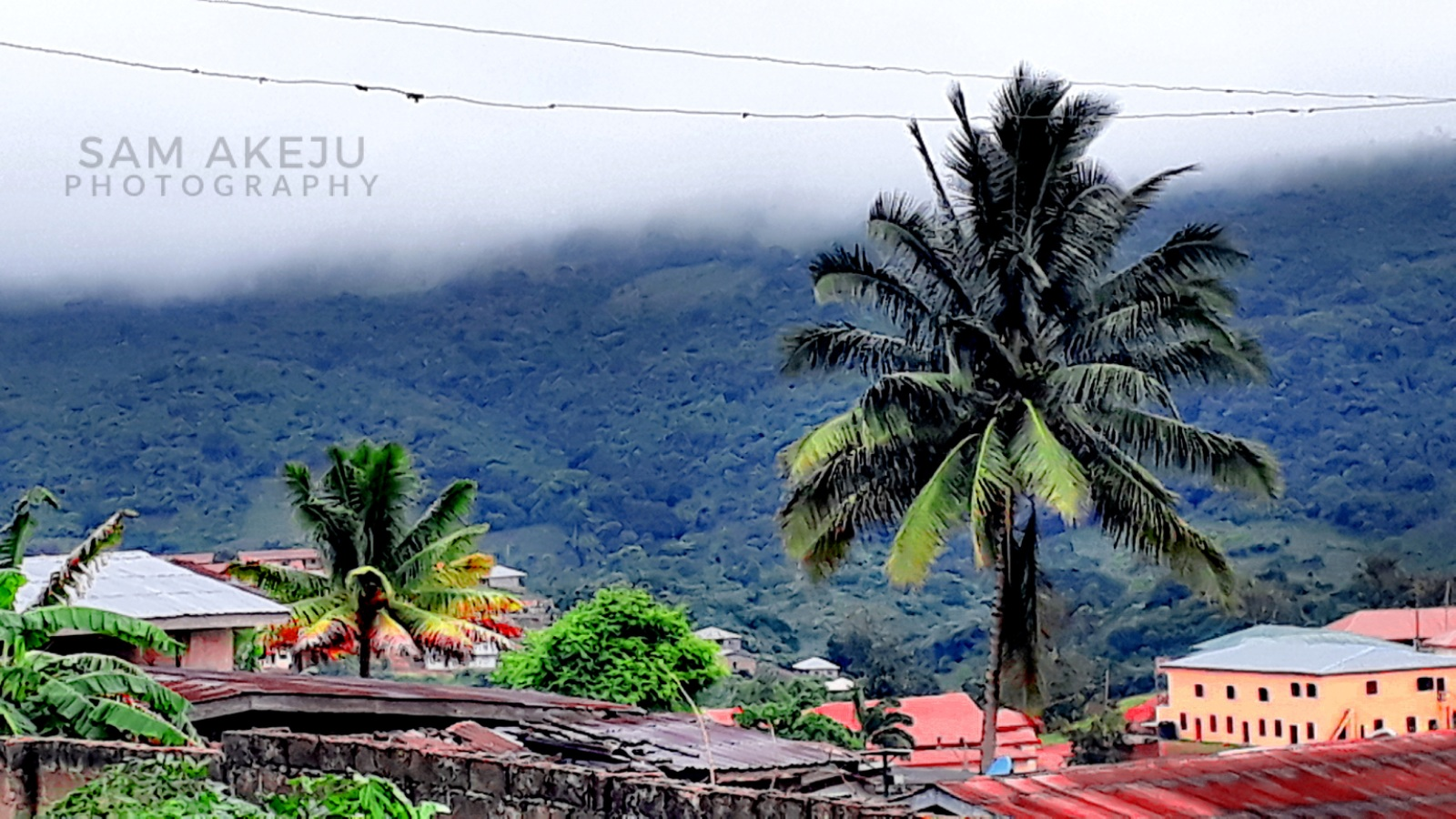
Vista de Efon-Alaaye, Nigéria

A nação efon remonta ao antigo Reino de Efon, um pequeno reino iorubá (do subgrupo equiti) que atualmente é a cidade de Efon-Alaaye, Estado de Ekiti, Nigéria. 
Dessa região chegaram a Salvador, no século XIX, dois africanos escravizados: José Firmino dos Santos, apelidado “Tio Firmo”, cujo nome em nagô era Babá Irufá (no culto de Ifá) ou Oxum Tadê (no culto de Oxum), iniciado no culto dos orixás Orunmilá e Oxum; e Maria Bernarda da Paixão, apelidada “Maria Violão” pela atraente forma de sua cintura, chamada em nagô de Adebolu, iniciada para o orixá Oloroquê.
Foram Tio Firmo e Maria Violão que fundaram o Terreiro do Oloroquê no Bairro Engenho Velho de Brotas (Salvador-BA), em 1901, a matriz da qual descendem todas as casas de efon. Hoje, ambos são considerados fundadores da nação efon e seus orixás (Oxum e Oloroquê, respectivamente) são os patronos da nação.
Tio Firmo foi o primeiro babalorixá da Casa do Oloroquê e manteve-se no posto até 1909, quando faleceu. Maria Violão assumiu o cargo de ialorixá daquela data até sua morte, em 1945, quando foi sucedida por Matilde de Jagum. Após a morte de Matilde de Jagum, em 1970, Cristóvão de Ogunjá assumiu o posto até 1985. A quinta ialorixá foi Crispina de Ogum, que permaneceu na liderança até 1993.
Depois da morte de Crispina de Ogum, Waldomiro de Xangô (conhecido como Waldomiro Baiano, iniciado por Cristóvão de Ogunjá) assumiu a direção do terreiro em meio a polêmicas e desentendimentos. Quando este fato ocorreu, Waldomiro de Xangô já havia abandonado a nação efom para seguir a nação Queto. Alguns adeptos encararam tal ato como uma grave quebra de tradição, que teria sido a responsável pela queda da árvore de Iroco após uma tempestade, o que simbolizaria o fechamento do terreiro, em meados da década de 1990.
Apesar do encerramento da casa matriz, muitos descendentes da Casa do Oloroquê mantêm o axé efon. Em 1938, Cristóvão de Ogunjá (iniciado por Maria Violão) fundou um terreiro próprio após desentendimentos com a então ialorixá casa, Matilde de Jagum. Em 1951, transferiu o terreiro para Duque de Caxias, na Baixada Fluminense, onde fundou o Ilê Ogun Anaeji Igbele Ni Oman, ou Axé Pantanal, hoje o principal terreiro de candomblé efon do Brasil. Cristóvão de Ogunjá foi o babalorixá do Axé Pantanal até a sua morte, em 1985, quando foi sucedido por sua neta, Mãe Maria de Xangô, que dirige a casa até a atualidade. Waldomiro de Xangô (iniciado por Cristóvão de Ogunjá ainda em Salvador, mas que posteriormente migrou para nação Queto) e Pai Alvinho de Omolu (também iniciado por Cristóvão de Ogunjá no Axé Pantanal, já em Duque de Caxias) também são nomes que ajudaram na difusão da nação efon, especialmente na Região Sudeste.

## Orixás cultuados
A nação efã cultua os Orixás Exu, Ogum, Oxóssi, Omolu, Oxumarê, Oçânhim, Nanã , Xangô, Obá, Oiá, Ieuá, Logunedé, Oxum, Iemanjá, Irocô, Oxaguiã e Oxalufã, além do orixás específicos de efã (Oloroquê e Jagum) e do culto a ori.

### Oloroquê: o patrono da nação efon
Oloroquê, Olôke ou Orixá Okê era o orixá de Maria Violão, Adebolu, uma das fundadoras do axé efon e é o orixá patrono da nação (junto com Oxum, orixá de Tio Firmo, o outro fundador da casa matriz do axé efon). O culto a este orixá no Brasil só existe na nação efon e seu louvor durante as festas públicas, chamado “roda de Oloquê”, é o alicerce que sustenta a identidade da nação efon. Trata-se de um orixá funfum (que veste roupas brancas) e considerado pai de Oxum na cosmologia da nação efon.
Oloroquê é o orixá das montanhas, colinas, cumes e elevações. Seu nome provém dos vocábulos iorubá o (este/esse/aquele), ni (verbo “ter”, que é contraído e pronunciado como L), ori (literalmente “cabeça” e, por associação, dependendo do contexto, pode significar “alto”, “cume”, “topo”, “a parte mais alta de algo”) e oke (“montanha”). O+ni+ori+oke, O-l-or’oke, Oloroquê. Assim, seu nome significa “aquele que possui o topo da montanha”, “senhor do topo da montanha” ou, de forma mais simples, “senhor da montanha”.  
Olôke é reverenciado pelo menos, em cinco momentos na liturgia do candomblé efon: nas narrativas míticas, nas adurá (termo iorubá que designa reza), nos ritmos ijexá e alujá emitidos através dos toques dos atabaques, nos orin (cânticos) que invocam o seu nome; e nos assentamentos do orixá.
Prandi (2001) colheu e publicou dois mitos do que a tradição oral manteve viva nos candomblés baianos:
"No princípio, Olocum reinava só no mundo. Olofim fez o mundo de água e Olocum o governava. No princípio tudo era o mar, tudo era Olocum. E Olofim andava entediado com a vastidão sem fim das águas. Foi então que Oraniã, com a força que lhe dera Olofim, fez surgir do fundo do oceano o primeiro monte de terra, a primeira colina sobre as águas, a montanha Oquê. Oquê que quer dizer montanha na língua dos antigos, surgiu das profundezas dos mares para o prazer de Olofim e desde então, além das águas, passou a existir a terra de Oquê. Assim nasceu Oquê, o orixá do monte, e sobre o monte a vida do homem foi possível, porque antes estava tudo submerso e todo poder era do mar, de Olocum. Logo depois, tendo o homem já se espalhado na Terra, Olofim-Olodumarê reuniu os demais orixás em cima de Oquê e indicou a cada um onde seria seu domínio nesse mundo novo. Os orixás tornaram-se então muito poderosos, mas muitos daqueles que vieram depois dos orixás se esqueceram de Oquê. Sem Oquê nenhum dos orixás teria podido fazer nada e é por isso que sempre se deve fazer oferendas a ele. O que aconteceria se Oquê voltasse para o fundo das águas e deixasse Olocum dominando o mundo sozinha?" 
"Logo no começo do mundo, quando toda a Terra era plana, Oquê era o rei de um pacato povo que habitava uma feliz aldeia. Um dia um feroz exército estrangeiro veio em direção à cidade de Oquê. Por onde passavam, os invasores matavam todos os que encontravam, não poupando homens, mulheres ou crianças. Destruindo, saqueando e incendiando tudo, os inimigos já estavam prestes a alcançar as portas da cidade. Nem Oquê nem seu povo tinha armas. O rei Oquê foi a casa do babalaô em busca de conselho, foi recomendado a ele que fizesse um ebó, que deveria colocar nos quatro cantos da cidade. Assim fez Oquê e ficou esperando, sentado em seu trono bem no centro da praça, com todo seu povo reunido silenciosamente em torno dele. Quando os invasores chegaram bem perto da entrada da aldeia, ouviu-se um estrondo surpreendente. A terra tremeu e se agitou. Oquê foi crescendo e crescendo, até numa montanha transformar-se, levando consigo, no seu cimo, todo seu povo. Os inimigos ficaram lá em baixo e o povo de Oquê no alto da montanha em segurança. Agora a Terra já não era mais uma vastíssima planície. Morros, colinas e serras faziam parte deste mundo."

## Dirigentes da Casa do Oloroquê
| Sacerdote                               | Orukó                 | Período de Exercício |
| --------------------------------------- | --------------------- | -------------------- |
| José Firmino dos Santos (?-1908)        | Babá Irufá, Oxum Tadê | 1901-1908            |
| Maria Bernarda da Paixão (?-1945)       | Adebolu               | 1909-1945            |
| Matilde Muniz do Nascimento (1900-1970) | Babá Oluwa            | 1946-1970            |
| Cristóvão Lopes dos Anjos (1903-1985)   | Ogum Anaueji          | 1971-1985            |
| Crispiniana de Assis (?-1993)           | ?                     | 1986-1993            |